# Husky de Sajalín
El husky de Sajalín (también conocido como perro de Karafuto (Karafuto-Ken (樺太犬?)), es una poco frecuente raza japonesa  de perro de trineo. Lleva el nombre de la isla de Sajalín o de la prefectura de Karafuto.

## Apariencia
Esta raza canina de tipo spitz se encuentra relacionada con otras razas japonesas, siendo de hecho considerado precursor del Akita Inu.
Su tamaño varía entre los 56−66 cm a la cruz con un peso de entre 30−40 kg.
Las orejas son pequeñas, puntiagudas, a veces con la punta ligeramente doblada hacia adelante y algunas veces algo caídas. La raza puede encontrarse en varios colores, incluyendo rojizo-bermejo y negro.
El pelo es fino y algo duro, con un manto interior de pelo muy denso, similar al del perro de Groenlandia.